# SV Beeckerwerth
Der SV Beeckerwerth (offiziell: Sportverein Beeckerwerth 1925 e.V.) ist ein Sportverein aus dem Duisburger Stadtteil Beeckerwerth. Die erste Fußballmannschaft spielte ein Jahr in der höchsten niederrheinischen Amateurliga.

## Geschichte
Der Verein wurde im Jahre 1925 als reiner Fußballverein gegründet. Später kamen die Abteilungen Turnen, Leichtathletik, Schwimmen und Volleyball hinzu. Früher gab es auch eine Abteilung für Kampfsport.
Die Fußballer spielten nach dem Ende des Zweiten Weltkrieges in der Bezirksklasse. Im Jahre 1949 setzte sich die Mannschaft in einer Relegationsrunde gegen den Linner SV und den SV Bilk 13 durch und stieg in die Landesliga auf, die seinerzeit die höchste Amateurliga am Niederrhein bildete. Als Tabellenletzter der Saison 1949/50 folgte der direkte Wiederabstieg. Tiefpunkt war eine 0:8-Heimniederlage gegen Sterkrade 06/07. In der folgenden Spielzeit wurden die Beeckerwerther gar in die Kreisklasse durchgereicht. Erst im Jahre 1954 gelang der Wiederaufstieg in die Bezirksklasse, dem drei Jahre später der Aufstieg in die Landesliga folgte. Mit Fritz Matzko trat ein ehemaliger Spieler des Vereins in den 1950er-Jahren mit dem Meidericher SV in der damals erstklassigen Oberliga an.
Diese war nach der Einführung der Verbandsliga Niederrhein nur noch die zweithöchste Amateurliga. Wie beim ersten Anlauf folgte nach einem Jahr der direkte Wiederabstieg. Der Verein rutschte daraufhin in lokale Spielklassen ab und tritt seit dem Abstieg im Jahre 2009 in der Kreisliga B an.